# 尤金·奥特
尤金·奥特（德語：Eugen Ott，1889年4月8日—1977年1月23日），是德国的外交官，曾担任庫爾特·馮·施萊謝爾的副官，德国驻日本大使，在日本期间受到苏联间谍理查·佐爾格的迷惑。